# Włodzimierz Surewicz
Włodzimierz Surewicz (ur. 1918 w Warszawie, zm. 19 lipca 2007) – polski chemik, specjalista w zakresie chemicznej technologii drewna, technologii celulozy i papieru.
W 1947 roku ukończył studia na Wydziale Chemicznym Politechniki Łódzkiej, uzyskując dyplom magistra inżyniera. W 1951 roku uzyskał stopień doktora nauk technicznych. W latach 1946–1953 pracował w Instytucie Celulozowo-Papierniczym w Łodzi. Blisko współpracował z przemysłem, uczestnicząc w uruchomieniu i rozwinięciu produkcji w zakładach celulozowych w Jeleniej Górze, Niedomicach, Kostrzynie, Ostrołęce i Kwidzynie. Od 1954 roku pracował w Politechnice Łódzkiej w Katedrze Technologii Celulozy i Papieru, która w 1970 roku została włączona do Instytutu Papiernictwa i Maszyn Papierniczych PŁ. W 1975 roku uzyskał tytuł profesora zwyczajnego. W latach 1981–1984 pełnił funkcję dziekana Wydziału Chemicznego Politechniki Łódzkiej.
W swoim dorobku posiada 18 wydawnictw książkowych, skryptowych i monograficznych, ponad 260 artykułów naukowych i 10 patentów. Wypromował 10 doktorów.
Za działalność niepodległościową został odznaczony m.in. Warszawskim Krzyżem Powstańczym, Medalem Armii Krajowej i Odznaką Weterana Walk o Niepodległość. Odznaczony Medalem Komisji Edukacji Narodowej.